# Campeonato Argentino Juvenil 2023
El Campeonato Argentino Juvenil M17 de 2023 fue un torneo para los seleccionados juveniles de las uniones provinciales afiliadas a la Unión Argentina de Rugby. Se llevó a cabo entre el 21 de octubre y 11 de noviembre de 2023, con las fases finales disputándose en la ciudad de Rosario, Provincia de Santa Fe.
Durante esta temporada, el torneo volvió a disputarse bajo el mismo formato que había hecho previo al impacto de la pandemia de COVID-19: se disputó una fase de grupos, con cada equipo jugando un partido de local y uno de visitante en las dos primeras fechas, antes de disputar el concentrado durante las últimas etapas. La Unión de Rugby de Rosario fue elegida como anfitriona del concentrado, utilizando las instalaciones de Duendes, Gimnasia y Esgrima, Universitario y Jockey como sedes. Esta fue la primera vez que Rosario fue elegida sede de las fases finales bajo el formato concentrado, habiendo anteriormente albergado las fases finales del torneo en 1973 y 1985.
La Unión de Rugby de Rosario se quedó con el campeonato por primera vez en once años tras derrotar 34-22 en la final a la Unión de Rugby de Buenos Aires, que perdió su tercera final de forma consecutiva. Este fue el quinto título para los Ñandú Junior, tras las consagraciones logradas en 1972, 1987, 1999 y 2012.
Se destacó también la participación de la Unión Entrerriana de Rugby, que en su regreso a la Zona Campeonato tras diez años de ausencia derrotó al campeón defensor en el partido inaugural y clasificó a semifinales del torneo, donde cayó ajustadamente con Buenos Aires.

## Equipos participantes
Participaron de esta edición veintiocho equipos: ocho en la Zona Campeonato, ocho en la Zona Ascenso y doce en la Zona Desarrollo (Select 12). 
| División                               | Equipo              | Unión                                                |
| -------------------------------------- | ------------------- | ---------------------------------------------------- |
| Zona Campeonato 8 equipos              | Buenos Aires        | Unión de Rugby de Buenos Aires                       |
| Zona Campeonato 8 equipos              | Córdoba             | Unión Cordobesa de Rugby                             |
| Zona Campeonato 8 equipos              | Cuyo                | Unión de Rugby de Cuyo                               |
| Zona Campeonato 8 equipos              | Entre Ríos          | Unión Entrerriana de Rugby                           |
| Zona Campeonato 8 equipos              | Rosario             | Unión de Rugby de Rosario                            |
| Zona Campeonato 8 equipos              | Salta               | Unión de Rugby de Salta                              |
| Zona Campeonato 8 equipos              | Tucumán             | Unión de Rugby de Tucumán                            |
| Zona Campeonato 8 equipos              | Uruguay             | Unión de Rugby del Uruguay                           |
| Zona Ascenso 8 equipos                 | Alto Valle          | Unión de Rugby del Alto Valle de Río Negro y Neuquén |
| Zona Ascenso 8 equipos                 | Chubut              | Unión de Rugby del Valle del Chubut                  |
| Zona Ascenso 8 equipos                 | Mar del Plata       | Unión de Rugby de Mar del Plata                      |
| Zona Ascenso 8 equipos                 | Nordeste            | Unión de Rugby del Nordeste                          |
| Zona Ascenso 8 equipos                 | Oeste               | Unión de Rugby del Oeste de Buenos Aires             |
| Zona Ascenso 8 equipos                 | San Juan            | Unión Sanjuanina de Rugby                            |
| Zona Ascenso 8 equipos                 | Santa Fe            | Unión Santafesina de Rugby                           |
| Zona Ascenso 8 equipos                 | Santiago del Estero | Unión Santiagueña de Rugby                           |
| Select 12 (Zona Desarrollo) 12 equipos | Andina              | Unión Andina de Rugby                                |
| Select 12 (Zona Desarrollo) 12 equipos | Austral             | Unión de Rugby Austral                               |
| Select 12 (Zona Desarrollo) 12 equipos | Chile               | Federación Deportiva Nacional de Rugby               |
| Select 12 (Zona Desarrollo) 12 equipos | Formosa             | Unión de Rugby de Formosa                            |
| Select 12 (Zona Desarrollo) 12 equipos | Jujuy               | Unión Jujeña de Rugby                                |
| Select 12 (Zona Desarrollo) 12 equipos | Lagos del Sur       | Unión de Rugby de los Lagos del Sur                  |
| Select 12 (Zona Desarrollo) 12 equipos | Misiones            | Unión de Rugby de Misiones                           |
| Select 12 (Zona Desarrollo) 12 equipos | Paraguay            | Unión de Rugby del Paraguay                          |
| Select 12 (Zona Desarrollo) 12 equipos | San Luis            | Unión de Rugby San Luis                              |
| Select 12 (Zona Desarrollo) 12 equipos | Santa Cruz          | Unión Santacruceña de Rugby                          |
| Select 12 (Zona Desarrollo) 12 equipos | Sur                 | Unión de Rugby del Sur                               |
| Select 12 (Zona Desarrollo) 12 equipos | Tierra del Fuego    | Unión de Rugby de Tierra del Fuego                   |

En cursiva los seleccionados internacionales invitados.

## Zona Campeonato

### Zona 1
| Pos. | Equipos    | Partidos | Partidos | Partidos | Tantos | Tantos | Tantos | Pts. |
| Pos. | Equipos    | G        | E        | P        | PF     | PC     | DP     | Pts. |
| ---- | ---------- | -------- | -------- | -------- | ------ | ------ | ------ | ---- |
| 1.°  | Córdoba    | 3        | 0        | 0        | 104    | 69     | +35    | 13   |
| 2.°  | Entre Ríos | 2        | 0        | 1        | 71     | 60     | +11    | 9    |
| 3.°  | Cuyo       | 1        | 0        | 2        | 77     | 85     | -8     | 6    |
| 4.°  | Salta      | 0        | 0        | 3        | 64     | 102    | -38    | 1    |

|  | Clasifica a Semifinales (1.° al 4.° puesto) |
|  | Clasifica a Semifinales (5.° al 8.° puesto) |

| 21 de octubre | Entre Ríos | 23 - 21 | Cuyo | CA Estudiantes, Paraná |  |
|               |            | Reporte |      |                        |  |

| 21 de octubre | Córdoba | 45 - 22 | Salta | Córdoba Athletic Club, Córdoba |  |
|               |         | Reporte |       |                                |  |

| 28 de octubre | Cuyo | 30 - 37 | Córdoba | Teqüe Rugby Club, Maipú |  |
|               |      | Reporte |         |                         |  |

| 28 de octubre | Salta | 17 - 31 | Entre Ríos | Tigres Rugby Club, Salta |  |
|               |       | Reporte |            |                          |  |

| 5 de noviembre | Córdoba | 22 - 17 | Entre Ríos | Duendes Rugby Club, Rosario |  |
|                |         | Reporte |            |                             |  |

| 5 de noviembre | Cuyo | 26 - 25 | Salta | Duendes Rugby Club, Rosario |  |
|                |      | Reporte |       |                             |  |

### Zona 2
| Pos. | Equipos      | Partidos | Partidos | Partidos | Tantos | Tantos | Tantos | Pts. |
| Pos. | Equipos      | G        | E        | P        | PF     | PC     | DP     | Pts. |
| ---- | ------------ | -------- | -------- | -------- | ------ | ------ | ------ | ---- |
| 1.°  | Buenos Aires | 3        | 0        | 0        | 67     | 58     | +9     | 12   |
| 2.°  | Rosario      | 2        | 0        | 1        | 73     | 62     | +11    | 9    |
| 3.°  | Tucumán      | 1        | 0        | 2        | 71     | 65     | +6     | 6    |
| 4.°  | Uruguay      | 0        | 0        | 3        | 60     | 86     | -26    | 2    |

|  | Clasifica a Semifinales (1.° al 4.° puesto) |
|  | Clasifica a Semifinales (5.° al 8.° puesto) |

| 21 de octubre | Uruguay | 20 - 26 | Buenos Aires | Estadio Charrúa, Montevideo |  |
|               |         | Reporte |              |                             |  |

| 21 de octubre | Rosario | 26 - 20 | Tucumán | Hipódromo Independencia, Rosario    |                                     |
|               |         | Reporte |         | Árbitro(s): Bautista (Buenos Aires) | Árbitro(s): Bautista (Buenos Aires) |

| 28 de octubre | Buenos Aires | 22 - 20 | Rosario | San Isidro Club, San Isidro |  |
|               |              | Reporte |         |                             |  |

| 28 de octubre | Tucumán | 33 - 20 | Uruguay | Jockey Club (T), Yerba Buena         |                                      |
|               |         | Reporte |         | Árbitro(s): Jeremías Volante (Salta) | Árbitro(s): Jeremías Volante (Salta) |

| 5 de noviembre | Rosario | 27 - 20 | Uruguay | Duendes Rugby Club, Rosario |  |
|                |         | Reporte |         |                             |  |

| 5 de noviembre | Buenos Aires | 19 - 18 | Tucumán | Duendes Rugby Club, Rosario |  |
|                |              | Reporte |         |                             |  |

### Fase final
|  | Semifinales    | Semifinales    | Semifinales    |              |         | Final            | Final            | Final            |  |
|  | 8 de noviembre | 8 de noviembre | 8 de noviembre |              |         | 11 de noviembre  | 11 de noviembre  | 11 de noviembre  |  |
|  |                |                |                |              |         |                  |                  |                  |  |
|  |                |                |                |              |         |                  |                  |                  |  |
|  | Córdoba        | Córdoba        | 28             |              |         |                  |                  |                  |  |
|  | Córdoba        | Córdoba        | 28             |              |         |                  |                  |                  |  |
|  | Rosario        | Rosario        | 57             |              |         |                  |                  |                  |  |
|  | Rosario        | Rosario        | 57             |              | Rosario | Rosario          | 34               |                  |  |
|  |                |                |                |              | Rosario | Rosario          | 34               |                  |  |
|  |                |                | Buenos Aires   | Buenos Aires | 22      |                  |                  |                  |  |
|  | Buenos Aires   | Buenos Aires   | Buenos Aires   | Buenos Aires | 22      | 30               |                  |                  |  |
|  | Buenos Aires   | Buenos Aires   |                |              |         | 30               |                  |                  |  |
|  | Entre Ríos     | Entre Ríos     | 27             |              |         | Final 3.° puesto | Final 3.° puesto | Final 3.° puesto |  |
|  | Entre Ríos     | Entre Ríos     | 27             |              |         | Final 3.° puesto | Final 3.° puesto | Final 3.° puesto |  |
|  |                |                |                |              |         |                  |                  |                  |  |
|  |                |                |                |              |         | Córdoba          | Córdoba          | 16               |  |
|  |                |                |                |              |         | Córdoba          | Córdoba          | 16               |  |
|  |                |                |                |              |         | Entre Ríos       | Entre Ríos       | 10               |  |
|  |                |                |                |              |         | Entre Ríos       | Entre Ríos       | 10               |  |
|  |                |                |                |              |         |                  |                  |                  |  |

|  | Semifinales (5.° al 8.° puesto) | Semifinales (5.° al 8.° puesto) | Semifinales (5.° al 8.° puesto) |         |      | Final 5.° puesto | Final 5.° puesto | Final 5.° puesto |  |
|  |                                 |                                 |                                 |         |      |                  |                  |                  |  |
|  |                                 |                                 |                                 |         |      |                  |                  |                  |  |
|  | Cuyo                            | Cuyo                            | 36                              |         |      |                  |                  |                  |  |
|  | Cuyo                            | Cuyo                            | 36                              |         |      |                  |                  |                  |  |
|  | Uruguay                         | Uruguay                         | 29                              |         |      |                  |                  |                  |  |
|  | Uruguay                         | Uruguay                         | 29                              |         | Cuyo | Cuyo             | 17               |                  |  |
|  |                                 |                                 |                                 |         | Cuyo | Cuyo             | 17               |                  |  |
|  |                                 |                                 | Tucumán                         | Tucumán | 56   |                  |                  |                  |  |
|  | Tucumán                         | Tucumán                         | Tucumán                         | Tucumán | 56   | 27               |                  |                  |  |
|  | Tucumán                         | Tucumán                         |                                 |         |      | 27               |                  |                  |  |
|  | Salta                           | Salta                           | 25                              |         |      | Final Descenso   | Final Descenso   | Final Descenso   |  |
|  | Salta                           | Salta                           | 25                              |         |      | Final Descenso   | Final Descenso   | Final Descenso   |  |
|  |                                 |                                 |                                 |         |      |                  |                  |                  |  |
|  |                                 |                                 |                                 |         |      | Uruguay          | Uruguay          | 20               |  |
|  |                                 |                                 |                                 |         |      | Uruguay          | Uruguay          | 20               |  |
|  |                                 |                                 |                                 |         |      | Salta            | Salta            | 27               |  |
|  |                                 |                                 |                                 |         |      | Salta            | Salta            | 27               |  |
|  |                                 |                                 |                                 |         |      |                  |                  |                  |  |

Semifinales (1.° al 4.° puesto)
| 5 de noviembre | Córdoba | 28 - 57 | Rosario | Gimnasia y Esgrima (R), Rosario             |                                             |
|                |         | Reporte |         | Árbitro(s): Francisco Tausch (Buenos Aires) | Árbitro(s): Francisco Tausch (Buenos Aires) |

| 5 de noviembre | Buenos Aires | 30 - 27 | Entre Ríos | Gimnasia y Esgrima (R), Rosario |  |
|                |              | Reporte |            |                                 |  |

Semifinales (5.° al 8.° puesto)
| 5 de noviembre | Cuyo | 36 - 29 | Uruguay | Gimnasia y Esgrima (R), Rosario |  |
|                |      | Reporte |         |                                 |  |

| 5 de noviembre | Tucumán | 27 - 25 | Salta | Gimnasia y Esgrima (R), Rosario |  |
|                |         | Reporte |       |                                 |  |

Final
| 11 de noviembre | Rosario | 34 - 22 | Buenos Aires | Jockey Club (R), Rosario          |                                   |
|                 |         | Reporte |              | Árbitro(s): Tomás Ninci (Córdoba) | Árbitro(s): Tomás Ninci (Córdoba) |

Final 3.° puesto
| 11 de noviembre | Córdoba | 16 - 10 | Entre Ríos | Jockey Club (R), Rosario |  |
|                 |         | Reporte |            |                          |  |

Final 5.° puesto
| 11 de noviembre | Cuyo | 17 - 56 | Tucumán | Jockey Club (R), Rosario |  |
|                 |      | Reporte |         |                          |  |

Final Descenso
| 11 de noviembre | Uruguay | 20 - 27 | Salta | Jockey Club (R), Rosario |  |
|                 |         | Reporte |       |                          |  |

| Bandera de la Ciudad de Rosario |
| Rosario Campeón Zona Campeonato |

## Zona Ascenso

### Zona 3
| Pos. | Equipos             | Partidos | Partidos | Partidos | Tantos | Tantos | Tantos | Pts. |
| Pos. | Equipos             | G        | E        | P        | PF     | PC     | DP     | Pts. |
| ---- | ------------------- | -------- | -------- | -------- | ------ | ------ | ------ | ---- |
| 1.°  | Santa Fe            | 2        | 0        | 1        | 124    | 26     | +98    | 11   |
| 2.°  | Santiago del Estero | 2        | 0        | 1        | 104    | 39     | +65    | 10   |
| 3.°  | Alto Valle          | 2        | 0        | 1        | 69     | 78     | -9     | 8    |
| 4.°  | Chubut              | 0        | 0        | 3        | 25     | 179    | -154   | 0    |

|  | Clasifica a Semifinales (9.° al 12.° puesto)  |
|  | Clasifica a Semifinales (13.° al 16.° puesto) |

| 21 de octubre | Alto Valle | 13 - 36 | Santa Fe | Roca Rugby Club, General Roca |  |
|               |            | Reporte |          |                               |  |

| 21 de octubre | Santiago del Estero | 67 - 7  | Chubut | Old Lions RC, Santiago del Estero |  |
|               |                     | Reporte |        |                                   |  |

| 28 de octubre | Santa Fe | 7 - 13  | Santiago del Estero | Santa Fe Rugby Club, Santa Fe       |                                     |
|               |          | Reporte |                     | Árbitro(s): Juan Zubieta (Nordeste) | Árbitro(s): Juan Zubieta (Nordeste) |

| 29 de octubre | Chubut | 18 - 31 | Alto Valle | Trelew Rugby Club, Trelew |  |
|               |        | Reporte |            |                           |  |

| 5 de noviembre | Santiago del Estero | 24 - 25 | Alto Valle | Universitario (R), Rosario |  |
|                |                     | Reporte |            |                            |  |

| 5 de noviembre | Santa Fe | 81 - 0  | Chubut | Universitario (R), Rosario |  |
|                |          | Reporte |        |                            |  |

### Zona 4
| Pos. | Equipos       | Partidos | Partidos | Partidos | Tantos | Tantos | Tantos | Pts. |
| Pos. | Equipos       | G        | E        | P        | PF     | PC     | DP     | Pts. |
| ---- | ------------- | -------- | -------- | -------- | ------ | ------ | ------ | ---- |
| 1.°  | San Juan      | 3        | 0        | 0        | 95     | 49     | +46    | 13   |
| 2.°  | Mar del Plata | 2        | 0        | 1        | 81     | 65     | +16    | 9    |
| 3.°  | Oeste         | 1        | 0        | 2        | 68     | 79     | -11    | 4    |
| 4.°  | Nordeste      | 0        | 0        | 3        | 49     | 100    | -51    | 0    |

|  | Clasifica a Semifinales (9.° al 12.° puesto)  |
|  | Clasifica a Semifinales (13.° al 16.° puesto) |

| 21 de octubre | Oeste | 13 - 23 | San Juan | Club Los Miuras, Junín |  |
|               |       | Reporte |          |                        |  |

| 21 de octubre | Mar del Plata | 24 - 14 | Nordeste | San Ignacio Rugby, Mar del Plata |  |
|               |               | Reporte |          |                                  |  |

| 28 de octubre | San Juan | 22 - 16 | Mar del Plata | UNSJ, San Juan                            |                                           |
|               |          | Reporte |               | Árbitro(s): Eusebio Martín (Buenos Aires) | Árbitro(s): Eusebio Martín (Buenos Aires) |

| 28 de octubre | Nordeste | 15 - 26 | Oeste | San Patricio Rugby Club, Corrientes |  |
|               |          | Reporte |       |                                     |  |

| 5 de noviembre | Mar del Plata | 41 - 29 | Oeste | Universitario (R), Rosario |  |
|                |               | Reporte |       |                            |  |

| 5 de noviembre | San Juan | 50 - 20 | Nordeste | Universitario (R), Rosario |  |
|                |          | Reporte |          |                            |  |

### Fase final
|  | Semifinales Ascenso | Semifinales Ascenso | Semifinales Ascenso |          |          | Final Ascenso       | Final Ascenso       | Final Ascenso     |  |
|  | 8 de noviembre      | 8 de noviembre      | 8 de noviembre      |          |          | 11 de noviembre     | 11 de noviembre     | 11 de noviembre   |  |
|  |                     |                     |                     |          |          |                     |                     |                   |  |
|  |                     |                     |                     |          |          |                     |                     |                   |  |
|  | Santa Fe            | Santa Fe            | 28                  |          |          |                     |                     |                   |  |
|  | Santa Fe            | Santa Fe            | 28                  |          |          |                     |                     |                   |  |
|  | Mar del Plata       | Mar del Plata       | 15                  |          |          |                     |                     |                   |  |
|  | Mar del Plata       | Mar del Plata       | 15                  |          | Santa Fe | Santa Fe            | 34                  |                   |  |
|  |                     |                     |                     |          | Santa Fe | Santa Fe            | 34                  |                   |  |
|  |                     |                     | San Juan            | San Juan | 33       |                     |                     |                   |  |
|  | San Juan            | San Juan            | San Juan            | San Juan | 33       | 25                  |                     |                   |  |
|  | San Juan            | San Juan            |                     |          |          | 25                  |                     |                   |  |
|  | Santiago del Estero | Santiago del Estero | 18                  |          |          | Final 11.° puesto   | Final 11.° puesto   | Final 11.° puesto |  |
|  | Santiago del Estero | Santiago del Estero | 18                  |          |          | Final 11.° puesto   | Final 11.° puesto   | Final 11.° puesto |  |
|  |                     |                     |                     |          |          |                     |                     |                   |  |
|  |                     |                     |                     |          |          | Mar del Plata       | Mar del Plata       | 21                |  |
|  |                     |                     |                     |          |          | Mar del Plata       | Mar del Plata       | 21                |  |
|  |                     |                     |                     |          |          | Santiago del Estero | Santiago del Estero | 17                |  |
|  |                     |                     |                     |          |          | Santiago del Estero | Santiago del Estero | 17                |  |
|  |                     |                     |                     |          |          |                     |                     |                   |  |

|  | Semifinales (13.° al 16.° puesto) | Semifinales (13.° al 16.° puesto) | Semifinales (13.° al 16.° puesto) |        |            | Final 13.° puesto | Final 13.° puesto | Final 13.° puesto |  |
|  |                                   |                                   |                                   |        |            |                   |                   |                   |  |
|  |                                   |                                   |                                   |        |            |                   |                   |                   |  |
|  | Alto Valle                        | Alto Valle                        | 48                                |        |            |                   |                   |                   |  |
|  | Alto Valle                        | Alto Valle                        | 48                                |        |            |                   |                   |                   |  |
|  | Nordeste                          | Nordeste                          | 39                                |        |            |                   |                   |                   |  |
|  | Nordeste                          | Nordeste                          | 39                                |        | Alto Valle | Alto Valle        | 24                |                   |  |
|  |                                   |                                   |                                   |        | Alto Valle | Alto Valle        | 24                |                   |  |
|  |                                   |                                   | Chubut                            | Chubut | 11         |                   |                   |                   |  |
|  | Oeste                             | Oeste                             | Chubut                            | Chubut | 11         | 29                |                   |                   |  |
|  | Oeste                             | Oeste                             |                                   |        |            | 29                |                   |                   |  |
|  | Chubut                            | Chubut                            | 31                                |        |            | Final Descenso    | Final Descenso    | Final Descenso    |  |
|  | Chubut                            | Chubut                            | 31                                |        |            | Final Descenso    | Final Descenso    | Final Descenso    |  |
|  |                                   |                                   |                                   |        |            |                   |                   |                   |  |
|  |                                   |                                   |                                   |        |            | Nordeste          | Nordeste          | 32                |  |
|  |                                   |                                   |                                   |        |            | Nordeste          | Nordeste          | 32                |  |
|  |                                   |                                   |                                   |        |            | Oeste             | Oeste             | 30                |  |
|  |                                   |                                   |                                   |        |            | Oeste             | Oeste             | 30                |  |
|  |                                   |                                   |                                   |        |            |                   |                   |                   |  |

Semifinales (9.° al 12.° puesto)
| 5 de noviembre | Santa Fe | 28 - 15 | Mar del Plata | Hipódromo Independencia, Rosario |  |
|                |          | Reporte |               |                                  |  |

| 5 de noviembre | San Juan | 25 - 18 | Santiago del Estero | Hipódromo Independencia, Rosario |  |
|                |          | Reporte |                     |                                  |  |

Semifinales (13.° al 16.° puesto)
| 5 de noviembre | Alto Valle | 48 - 39 | Nordeste | Hipódromo Independencia, Rosario |  |
|                |            | Reporte |          |                                  |  |

| 5 de noviembre | Oeste | 29 - 31 | Chubut | Hipódromo Independencia, Rosario |  |
|                |       | Reporte |        |                                  |  |

Final Ascenso
| 11 de noviembre | Santa Fe | 34 - 33 | San Juan | Jockey Club (R), Rosario |  |
|                 |          | Reporte |          |                          |  |

Final 11.° puesto
| 11 de noviembre | Mar del Plata | 21 - 17 | Santiago del Estero | Jockey Club (R), Rosario |  |
|                 |               | Reporte |                     |                          |  |

Final 13.° puesto
| 11 de noviembre | Alto Valle | 21 - 11 | Chubut | Jockey Club (R), Rosario |  |
|                 |            | Reporte |        |                          |  |

Final Descenso
| 11 de noviembre | Nordeste | 32 - 30 | Oeste | Jockey Club (R), Rosario |  |
|                 |          | Reporte |       |                          |  |

| Bandera de la Provincia de Santa Fe |
| Santa Fe Campeón Zona Ascenso       |

## Zona Desarrollo (Select 12)
Durante esta temporada, el Campeonato Argentino Select 12 fue dividido en dos zonas con sedes distintas: Zona Norte, jugada en Catamarca; y Zona Sur, jugada en Chubut. Los campeones fueron los seleccionados de Chile y la Unión Andina de Rugby, los cuales posteriormente se enfrentaron en una final para definir el ascenso en el concentrado de Rosario, junto a las finales de la Zona Campeonato y Zona Ascenso.

| Pos. | Equipos  | Partidos | Partidos | Partidos | Tantos | Tantos | Tantos |
| Pos. | Equipos  | G        | E        | P        | PF     | PC     | DP     |
| ---- | -------- | -------- | -------- | -------- | ------ | ------ | ------ |
| 1.°  | Andina   | 4        | 0        | 0        | 71     | 27     | +44    |
| 2.°  | Paraguay | 3        | 0        | 1        | 105    | 22     | +83    |
| 3.°  | Jujuy    | 2        | 0        | 2        | 53     | 51     | +2     |
| 4.°  | Misiones | 1        | 0        | 3        | 48     | 87     | -39    |
| 5.°  | Formosa  | 1        | 0        | 2        | 58     | 45     | +13    |
| 6.°  | San Luis | 0        | 0        | 3        | 0      | 103    | -103   |

| Pos. | Equipos          | Partidos | Partidos | Partidos | Tantos | Tantos | Tantos |
| Pos. | Equipos          | G        | E        | P        | PF     | PC     | DP     |
| ---- | ---------------- | -------- | -------- | -------- | ------ | ------ | ------ |
| 1.°  | Chile            | 4        | 0        | 0        | 152    | 12     | +140   |
| 2.°  | Austral          | 3        | 0        | 1        | 139    | 42     | +97    |
| 3.°  | Sur              | 2        | 0        | 2        | 109    | 42     | +67    |
| 4.°  | Lagos del Sur    | 0        | 1        | 3        | 12     | 124    | -112   |
| 5.°  | Tierra del Fuego | 1        | 1        | 1        | 83     | 58     | +25    |
| 6.°  | Santa Cruz       | 0        | 0        | 3        | 7      | 224    | -217   |

| Bandera de Chile                   |
| Andina y Chile Campeones Select 12 |

Final por el ascenso
| 11 de noviembre | Chile | 60 - 3  | Andina | Jockey Club (R), Rosario |  |
|                 |       | Reporte |        |                          |  |